# Curetis golona
Curetis golona är en fjärilsart som beskrevs av Hans Fruhstorfer 1908. Curetis golona ingår i släktet Curetis och familjen juvelvingar. Inga underarter finns listade i Catalogue of Life.